# Mozart (schip, 2000)

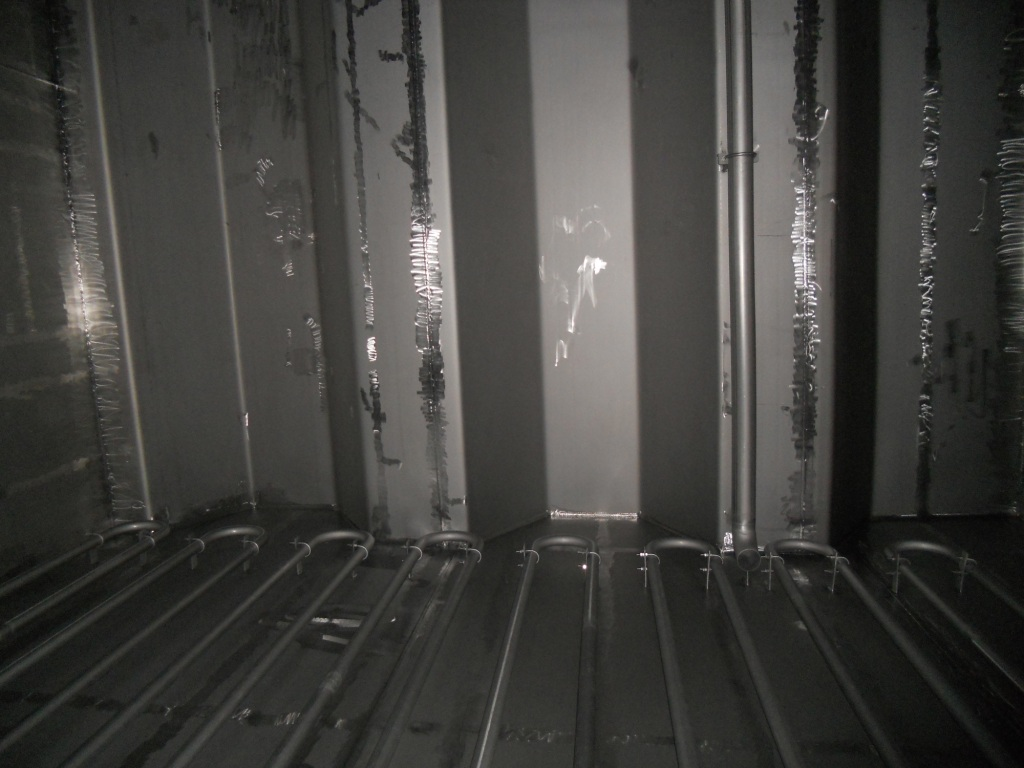
Binnenkant van een cargotank

M/T Mozart is een chemicaliëntanker van de Duitse rederij GEFO (Gesellschaft Für Oeltransporte). Zij regelt de lading van het schip, de bemanning van de M/T Mozart wordt niet geregeld door GEFO maar door de Belgische rederij Ahlers.
Het schip is 94 meter lang en 13 meter breed. Het heeft een deadweight van 3048 ton. De gemiddelde snelheid van dit schip ligt rond de 12 knopen. Het vaart onder de vlag van Luxemburg.
Het schip heeft plaats aan boord voor 11 personen:
- 2 mensen voor de machinekamer
- 1 kok
- 4 mensen voor de brug
- 4 mensen voor aan dek

## Tanks
M/T Mozart heeft in totaal 12 inoxen cargotanks (6 aan bakboord en 6 aan stuurboord), dankzij deze tanks kan het schip een uitgebreid assortiment van chemicaliën en oliën vervoeren. Een inox tank is tegen meer chemische producten bestand dan een cargotank die voorzien is van een coating.

## Geschiedenis
Het schip is in 2000 gebouwd, toen zijn er verschillende schepen gebouwd in opdracht van GEFO. M/T Mozart is het laatste schip dat de scheepswerf heeft verlaten.
Daardoor heeft M/T Mozart 4 zusterschepen:
- M/T Rossini
- M/T Verdi
- M/T Bellini
- M/T Puccini

Het schip vaart geen vaste routes maar blijft voor het grootste deel van zijn tijd in Europese vaarwateren.